# Gouvernorat italien de Dalmatie
1941–1943
Entités précédentes :
- Royaume de Yougoslavie

Entités suivantes :
- État indépendant de Croatie

Le gouvernorat italien de Dalmatie (en italien : Governatorato di Dalmazia) est un territoire de la côte nord de la mer Adriatique, italien entre 1941 et 1943, composé de trois provinces et formé en 1941 après l'invasion et le démembrement de la Yougoslavie, en unissant une province italienne déjà existante, celle de Zara (actuelle Zadar) et des territoires yougoslaves annexés par l'Italie fasciste.

## Historique
À l'issue de la Première Guerre mondiale, l'Italie revendique la Dalmatie, région vénitienne pendant huit siècles, puis autrichienne de 1815 à 1918, qui était majoritairement peuplée de serbo-croates mais avec d'importantes minorités italiennes notamment dans les ports, et qui lui avait été promise par le pacte de Londres. Mais les négociations de paix de 1919-1920 privent l'Italie d'une grande partie des territoires revendiqués : elle doit se contenter, lors du traité de Rapallo, d'annexer la petite province de Zara et l'île de Lagosta, le reste de la Dalmatie revenant au Royaume des Serbes, Croates et Slovènes. 
Durant l'entre-deux-guerres, la Dalmatie est toujours convoitée par l'Italie devenue fasciste et constitue un point de contentieux important entre le régime de Mussolini et la Yougoslavie. En 1940, l'Italie, qui entame son expansion territoriale dans les Balkans en attaquant la Grèce, vise d'emblée à conquérir la Dalmatie. Lors de l'invasion de la Yougoslavie par l'Allemagne nazie et ses alliés en avril 1941, les Italiens s'emparent de la région. La Yougoslavie est ensuite divisée et une grande partie de son territoire est annexé par les vainqueurs : l'Italie reçoit la Dalmatie centrale. Elle doit cependant négocier les frontières de son gouvernorat avec l'État indépendant de Croatie : un traité est conclu le 18 mai entre le régime de Mussollini et celui d'Ante Pavelić.
À la province de Zara (Zadar) déjà existante, l'Italie ajoute deux nouvelles provinces, formées de zones prises aux territoires croate et monténégrin de la Yougoslavie : celles de Spalato (Split) et de Cattaro (Kotor). Zara est la capitale administrative du Gouvernorat de Dalmatie, qui ne constitue cependant pas une province unifiée de l'Italie. D'autres territoires de Croatie et de Bosnie sont occupés par l'Italie, mais sans être annexés à la Dalmatie.
| Provinces           | Superficie (km²) | Population |
| ------------------- | ---------------- | ---------- |
| Province de Zara    | 3 179            | 211 900    |
| Province de Spalato | 1 075            | 128 400    |
| Province de Cataro  | 547              | 39 800     |
| Total               | 4 801            | 380 100    |

Après la capitulation italienne en septembre 1943, le Gouvernorat de Dalmatie est occupé par l'Allemagne nazie, qui le dissout et offre l'essentiel de son territoire à l'État indépendant de Croatie. Zara et sa région demeurent cependant italiennes : elles sont envahies en 1945 par les Partisans de Tito et les minorités italiennes de la côte et des îles sont alors chassées et parfois massacrées : les survivants se réfugient à Trieste. Au traité de paix de 1947, toute la Dalmatie ainsi que l'Istrie et les bouches de Kotor sont officiellement reconnus comme territoires de la Yougoslavie communiste.